# Дальневосточные игры 1915
II Дальневосточные игры — соревнование мужских сборных команд некоторых стран Азии. Были проведены в мае 1915 года в Шанхае, Китайская республика. Спортсмены соревновались в восьми видах спорта.

## Участники
- Китайская республика
- Японская империя
- Филиппины

## Виды спорта и чемпионы
| Вид спорта                  | Чемпионы             |
| --------------------------- | -------------------- |
| Бейсбол                     | Филиппины            |
| Баскетбол                   | Филиппины            |
| Велоспорт и лёгкая атлетика | Филиппины            |
| Волейбол                    | Китайская республика |
| Плавание                    | Китайская республика |
| Теннис, одиночный разряд    | Кумагаэ              |
| Теннис, парный разряд       | Кумагаэ/Касио        |
| Футбол                      | Китайская республика |